# Strigidae
Familia Strigidae (numite bufnițele tipice sau adevăratele bufnițe) este una dintre cele două familii de bufnițe, cealaltă fiind formată din bufnițele de hambar (familia Tytonidae). Această mare familie cuprinde în jur de 189 de specii în 25 de genuri. Bufnițele tipice au o distribuție vastă, găsindu-se pe fiecare continent, cu excepția Antarticii.

## Morfologie
Deși bufnițele tipice (denumite în continuare pur și simplu bufnițe) variază foarte mult în dimensiune, de la cele mai mici specii, Bufnița Elf, până la cele mai mari, acestea au în general un corp extrem de similar. Acestea tind să aibă capul mare, cozi scurte, un penaj greu de descifrat și discuri faciale în jurul ochilor. Familia este în general arboricolă (cu câteva mici excepții) și își obține hrana din zbor. Aripile lor sunt largi, rotunde și lungi. Asemenea altor păsări de pradă, multe specii de bufniță prezintă un dimorfism sexual inversat, în care femelele sunt mai mari ca masculii.
Din pricina obiceiurilor lor nocturne au tendința de a nu expune acest dimorfism sexual în penaj. Penele sunt moi și bazele acestora sunt pufoase, zborul lor fiind tăcut. Degetele au pene la unele specii. Numeroase specii în genul Glaucidium au pe spatele capetelor lor niște forme asemănătoare ochilor, aparent pentru a convinge alte păsări că sunt urmărite tot timpul. Multe specii nocturne au urechi din pene, pene pe părțile laterale ale capului, crezându-se că au o funcție de camuflare. Penele faciale sunt aranjate pentru a amplifica sunetele captate de urechi. Auzul la bufnițe este foarte sensibil și urechile sunt asimetrice permițându-i bufniței să localizeze sunetele. Ochii bufnițelor sunt proporționali cu dimensiunea corpului lor. Contrar convingerii populare, bufnița nu poate vedea bine pe întuneric și este capabilă de a vedea bine ziua.

## Comportament
Bufnițele sunt în general nocturne și petrec mult timp odihnindu-se. Deseori sunt percepute ca fiind îmblânzite deoarece par a lăsa oamenii să se apropie de ele înainte de a zbura, însă ele în schimb încearcă să evite detectarea. Penajul greu de descifrat și locațiile nesuspicioase sunt un efort de a evita prădătorii.

## Sistematică

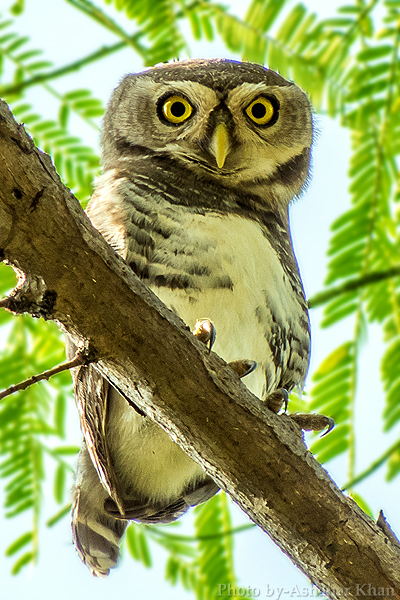
Athene blewiti

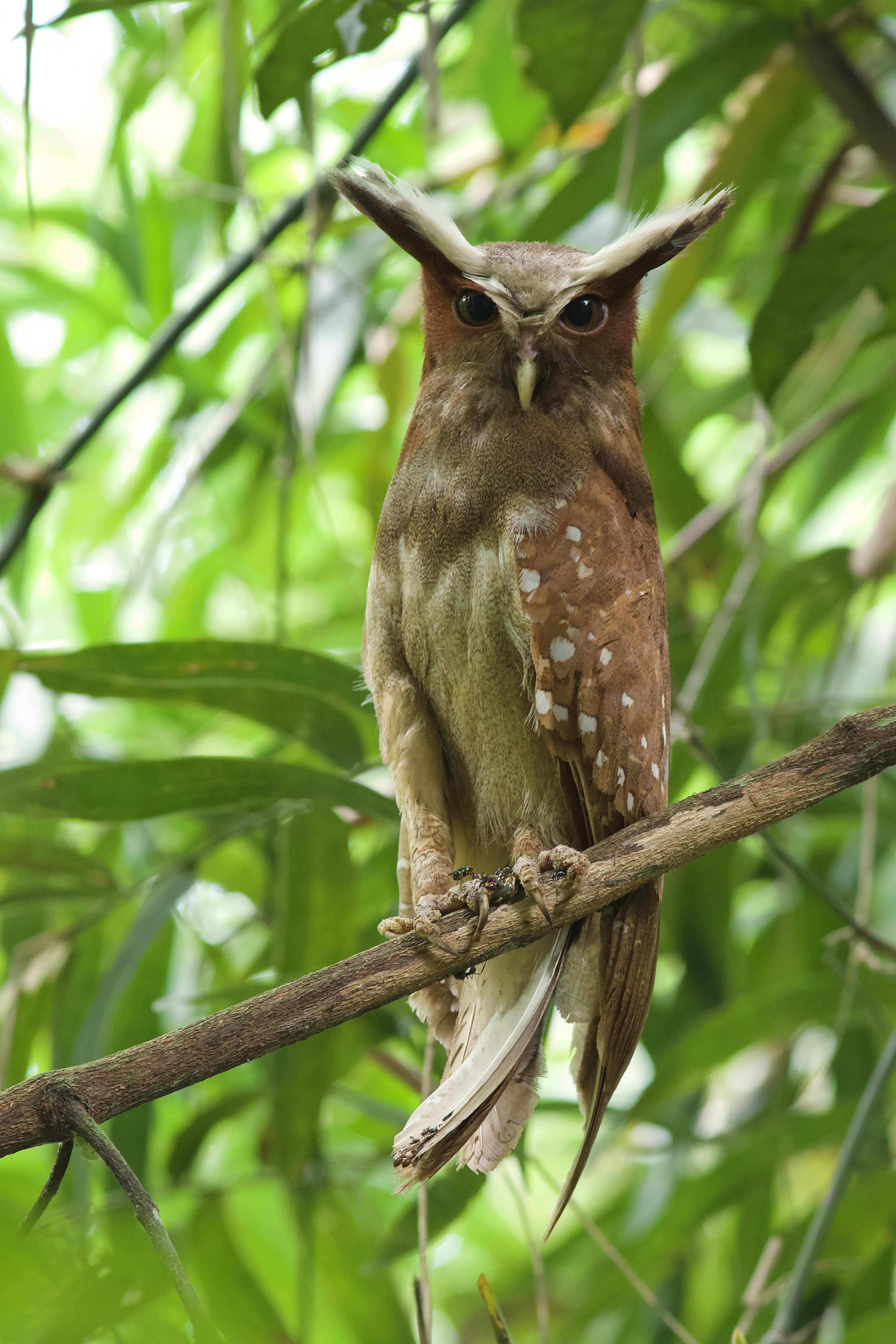
Lophostrix cristata

Familia Strigidae conține 23 de genuri și 235 de specii:
- Genul Uroglaux
- Genul Ninox: 37 specii din care una a dispărut recent
- Genul Margarobyas
- Genul Taenioptynx
- Genul Micrathene: bufnița Elf
- Genul Xenoglaux
- Genul Aegolius
- Genul Athene: 9 specii
- Genul Surnia
- Genul Glaucidium: 29 specii
- Genul Otus: 58 specii
- Genul Ptilopsis: 2 specii
- Genul Asio: bufnițe cu urechi, 9 specii
- Genul Jubula
- Genul Bubo: 10 specii
- Genul Scotopelia: 3 specii
- Genul Ketupa: 12 specii
- Genul Psiloscops
- Genul Gymnasio
- Genul Megascops: 25 de specii
- Genul Pulsatrix: 3 specii
- Genul Lophostrix
- Genul Strix: 22 specii

### Recent dispărute
- Genul Mascarenotus : 3 specii (dispărut anii 1850)
- Genus Sceloglaux :  dispărut în 1914

### Păsări preistorice ale cuaternarului târziu
- Genul Grallistrix - 4 specii
  - Grallistrix auceps
  - Grallistrix erdmani
  - , Grallistrix geleches
  - Grallistrix orion
- Genul Ornimegalonyx - 1-2 specii
  - Ornimegalonxy oteroi
  - Ornimegalonyx sp. - probabil subspecie a O. oteroi

### Fosile
- Mioglaux (Oligocen Târziu - Miocen Timpuriu în Europa) - include "Bubo" poirreiri
- Intutula (Miocen Timpuriu/Matur în Europa) - include "Strix/Ninox" brevis
- Alasio (Miocen Matur în Vieux-Collonges, Franța) - include "Strix" collongensis